# Ljudmila Litvinova
Ljudmila Anatol'evna Litvinova (in russo Людмила Анатольевна Литвинова?; Lipeck, 8 giugno 1985) è una velocista russa, specializzata nei 400 metri piani.
Nel 2016 perde la medaglia d'argento conquistata nella staffetta 4x400 a Pechino 2008 a causa della squalifica per doping della compagna Anastasija Kapačinskaja.

## Palmarès
| Anno | Manifestazione  | Sede    | Evento      | Risultato  | Prestazione | Note |
| ---- | --------------- | ------- | ----------- | ---------- | ----------- | ---- |
| 2007 | Mondiali        | Osaka   | 4×400 m     | 4ª         | 3'20"25     |      |
| 2008 | Giochi olimpici | Pechino | 4×400 m     | dq         | dq          |      |
| 2009 | Mondiali        | Berlino | 400 m piani | Semifinale | 50"52       |      |
| 2009 | Mondiali        | Berlino | 4×400 m     | dq         | dq          |      |
| 2011 | Mondiali        | Taegu   | 4×400 m     | dq         | dq          |      |

## Altre competizioni internazionali
2008
- Coppa Europa di atletica leggera ( Annecy)